# Герасимов, Юрий Андреевич
Юрий Андреевич Герасимов (род. 14 февраля 1979, Балашиха, Московская область) — российский хоккеист, вратарь. Мастер спорта России.

## Биография
Воспитанник московского «Динамо», тренер Виктор Шкурдюк. Начинал играть в первой лиге (Д3) и высшей лиге (Д2) за «Динамо-2» (1996/97 — 1998/99). В сезоне 1999/2000 провёл 12 игр за команду USHL «Фарго-Мурхэд Айс Шаркс» и две игры за команду UHL «Миссури Ривер Оттерз». Играл в высшей лиге России за команды ЦСКА (2000/01), ТХК Тверь (2001/02), «Витязь» Подольск/Чехов (2001/02 — 2004/05), «Титан» Клин (2007/08), «Химик» Воскресенск (2007/08).
Провёл три матча в высшей лиге Белоруссии за «Динамо-2» Минск (2005/06).
Играл в российской Суперлиге за «Витязь» (2005/06) и «Крылья Советов» (2006/07)
Провёл пять матчей в первом сезоне КХЛ — 2008/09 за «Химик».
Чемпион мира среди молодёжных команд 1999 года.
После окончания карьеры тренировал команду из Рыбинска в первенстве Ярославской области. Участвовал в строительстве дворца спорта «Полёт», позже — президент ХК «Рыбинск».